# Lavrenti Zagoskine
Pour les articles homonymes, voir Zagoskine.
Lavrenti Alekseïevitch Zagoskine (en russe : Лаврентий Алексеевич Загоскин ; 21 mai 1808 – 22 janvier 1890) est un officier de marine russe et un explorateur de l'Alaska. 
Il est né en 1808 dans la région de Penza dans un village nommé Nikolaïevka. Il a servi dans la Flotte maritime militaire de Russie dans la mer Baltique et dans la mer Caspienne. Parallèlement, il a étudié la minéralogie, la zoologie, la botanique et l'entomologie.
En 1799 la Russie établit la Compagnie russe d'Amérique, et lui donne le monopole de la région de l'Alaska pour l'exploration et la colonisation. D'autres explorateurs russes comme Vitus Béring, Mikhaïl Gvozdev et Georg Wilhelm Steller avaient déjà visité cette région et en avaient approfondi la connaissance. Toutefois, en 1840, l'intérieur en était encore très mal connu. Zagoskine a donc été chargé pendant deux ans d'intensifier les relations commerciales et de rechercher les meilleurs emplacements pour y établir des comptoirs et des forts militaires.
Entre 1842 et 1843, il explore le fleuve Yukon, la rivière Kuskokwim, l'Innoko et la rivière Koyokuk. Il en profite pour noter dans son journal de nombreux détails concernant les populations locales, leurs coutumes, leur langue et leur environnement.
Zagoskine a reçu une récompense de l'Académie des sciences pour l'ensemble de son travail qui est encore reconnu actuellement par les historiens et les géographes pour la qualité et la précision de ses observations. Il meurt à Riazan.

## Sources
- (en) Michael, Henry (Ed.). 1967. Lieutenant Zagoskin's Travels in Russian America

- (en) Cet article est partiellement ou en totalité issu de l’article de Wikipédia en anglais intitulé « Lavrenty Zagoskin » (voir la liste des auteurs).